# Auburn (Indiana)
Auburn is een plaats (city) in de Amerikaanse staat Indiana, en valt bestuurlijk gezien onder DeKalb County.
Het historische Amerikaanse automerk Auburn was hier opgericht. In Auburn was ook het hoofdkantoor van het latere autoconcern Cord Corporation gelegen, thans een automuseum.

## Demografie
Bij de volkstelling in 2000 werd het aantal inwoners vastgesteld op 12.074.
In 2006 is het aantal inwoners door het United States Census Bureau geschat op 12.802, een stijging van 728 (6,0%).

## Geografie
Volgens het United States Census Bureau beslaat de plaats een oppervlakte van
17,2 km², geheel bestaande uit land. Auburn ligt op ongeveer 262 m boven zeeniveau.

## Plaatsen in de nabije omgeving
De onderstaande figuur toont nabijgelegen plaatsen in een straal van 16 km rond Auburn.

## Geboren in Auburn
- Paul Whear (1925-2021), componist, muziekpedagoog en dirigent